# Federal Aviation Administration
La Federal Aviation Administration (FAA) (letteralmente in italiano: Amministrazione Federale dell'Aviazione) è la più grande agenzia del Dipartimento dei Trasporti statunitense responsabile per regolare e sovrintendere ad ogni aspetto riguardante l'aviazione civile nel Paese e nelle acque internazionali circostanti.
Creata nel 1958 come Federal Aviation Agency per rimpiazzare la Civil Aeronautics Administration, assunse l'attuale nome nel 1967.
Insieme all'Agenzia europea per la sicurezza aerea (EASA), è una delle due maggiori agenzie mondiali responsabili per la certificazione dei nuovi aeroplani.

## Competenze e funzioni
I compiti svolti dall'FAA includono:
- Regolare il trasporto aereo commerciale negli Stati Uniti;
- Regolare gli standard di costruzione delle strutture della navigazione aerea e delle analisi di volo;
- Incoraggiare e sviluppare l'aviazione civile, incluse le nuove tecnologie aeree;
- Rilasciare, sospendere o revocare le licenze di pilota;
- Regolare l'aviazione civile per promuovere la sicurezza dei trasporti negli Stati Uniti, in particolare attraverso uffici locali chiamati Flight Standards District Offices;
- Sviluppare e operare i sistemi di controllo del traffico aereo per aerei civili e militari;
- Ricercare e sviluppare il National Airspace System (sistema nazionale dello spazio aereo) e l'aeronautica civile;
- Sviluppare e realizzare programmi per controllare il rumore degli aerei e altri effetti ambientali dell'aviazione civile.

## Suddivisioni
L'FAA ha 5 rami aziendali, le cui funzioni sono:
- Air Traffic Organization (ATO): fornisce sistemi di navigazione aerea all'interno del National Airspace System. Opera inoltre le strutture di controllo aereo, come le torri di controllo, i radar di avvicinamento e i centro di controllo regionali[2];
- Aviation Safety (AVS): è responsabile per le certificazioni degli aerei e del suo personale, inclusi piloti, compagnie aeree e meccanici[3];
- Airports (ARP): pianifica e sviluppa il sistema aeroportuale nazionale e ne supervisiona gli standard per la sicurezza, le ispezioni, la progettazione, la costruzione e il funzionamento[4];
- Office of Commercial Space Transportation (AST): assicura la protezione degli asset statunitensi durante il lancio e il rientro dei veicoli spaziali commerciali[5];
- Security and Hazardous Materials Safety (ASH): è responsabile per la riduzione del rischio di terrorismo e altri crimini e per le indagini, sicurezza dei materiali, protezione delle infrastrutture e sicurezza del personale[6].